# Albine de Montholon
Albine de Montholon (18. prosince 1779 Paříž – 25. března 1848 Montpellier), rozená Albine Hélène de Vassal byla manželka Charlese Tristana, markýze de Montholon. Byla známá jako Napoleonova milenka během jeho exilu na ostrově Svatá Helena.

## Životopis
Albine Hélène de Vassal, narozená v Paříži, pocházela z rodiny nižší šlechty patřící k dobré společnosti v Montpellieru a spřízněné s rodinou Cambacérès. Jean-Jacques-Régis de Cambacérès byl její bratranec z prvního kolena.
Dne 19. února 1797 se ve věku 17 let provdala za barona Louise Pierra Édouarda Bignona, s nímž se v roce 1799 rozvedla.
Dne 18. srpna 1800 se ve věku 20 let provdala za ženevského finančníka, barona Daniela Rogera, budoucího starostu Gagny, s nímž měla syna Édouarda, hraběte Rogera du Nord, narozeného v roce 1803, který se stal blízkým přítelem Adolpha Thierse.
V roce 1808 se setkala s Charlesem Tristanem de Montholon a opustila manžela. Z tohoto spojení se narodili tři synové: Tristan Charles François Napoléon de Montholon-Sémonville (* 22. prosince 1809), Napoléon Charles Tristan de Montholon-Sémonville (* 3. října 1810) a Charles François Frédéric de Montholon-Sémonville (* 24. listopadu 1814), který se stal vyslancem Napoleona III. u císaře Maxmiliána I. během francouzské intervence v Mexiku.
Baron Roger požádal o rozluku a dosáhl jí 26. října 1809, poté rozvodu dne 26. května 1812.
Následovala svého manžela, který doprovázel Napoleona během jeho exilu na Svatou Helenu, kde se jim narodilo čtvrté dítě, Napoleone Marie Hélène Charlotte. Uvádí se, že byla Napoleonovou milenkou, což někteří historici zpochybňují. Když se Napoleon dozvěděl o jejím poměru s podplukovníkem Basilem Jacksonem, nechal ji v červenci 1819 poslat zpět do Francie.
Zemřela v Montpellieru 25. března 1848.